# Autodafé presieduto da san Domenico di Guzmán
L'Autodafé presieduto da san Domenico di Guzmán  è un'opera di Pedro Berruguete, databile al 1493-1499 e conservata nel Museo del Prado.

## Storia
Risale al 1493-1499 circa ed è realizzato in tecnica mista. Misura 154 centimetri di altezza per 92 cm di larghezza. Appartiene alla scuola spagnola. Realizzato per la sagrestia del Monastero Reale di Santo Tomás, andò al Museo della Trinità, poi assorbito nel 1872 dal Museo del Prado, dove si trova attualmente esposto.

## Descrizione e stile
Il castigliano Pedro Berruguete dimostra in questo lavoro la unione della tradizione ispano-fiamminga con nuovi elementi rinascimentali. Siamo di fronte a dei tratti "medievaleggianti", col fine di mantenere dimensioni per le diverse persone presenti a seconda della loro gerarchia religiosa: Domenico, anche se è collocato in uno sfondo secondario, è più grande degli eretici albigesi puniti sul rogo. Tipicamente rinascimentali sono prospettiva, forme e luce, o l'incorporazione di spazi architettonici.